# The New Adventures of Batman
The New Adventures of Batman är en animerad TV-serie som producerades av Filmation 1977, som handlar om DC Comics superhjältar Batman, Robin och Batgirl. Det är en uppföljare till 1960-talets TV-serie Läderlappen, som hade avslutats åtta år innan.

## Föregångare och konkurrens
Under september 1968, innan The New Adventures of Batman, hade Filmation Associates skapat och sänt Batman-serien The Batman/Superman Hour för CBS. Denna serie visade avsnitt med Batman och Robin i samband med gamla avsnitt med Stålmannen/Stålpojken. Under 1969 blev det istället 30 minuters långa avsnitt med Batman, utan Stålmannen, och döptes om till The Adventures of Batman.
The New Adventures of Batman var i konkurrens med serien Super Friends, som producerades av Hanna-Barbera, som inkluderade Batman och Robin som medlemmar, vilket visade en sällsynt företeelse i animeringshistorian där två studior samtidigt producerade serier med samma figurer. Den största skillnaden var att det var Adam West och Burt Ward, huvudpersonerna i 1960-talets TV-serie, som gjorde rösterna till Batman och Robin i Filmation-serien, medan det var Olan Soule och Casey Kasem som gjorde deras röster i Hanna-Barberas serie, som även gjorde deras röster i Filmations tidigare The Batman/Superman Hour-serie.

## Avsnitt
| Nr | Titel                                   | Skurk(ar)                                     |
| --- | --------------------------------------- | --------------------------------------------- |
| 1 | The Pest                                | Jokern                                        |
| Jokern stjäl en experimentell vätgasdriven bil genom att förklä sig som uppfinnaren, men utan hans vetskap om bilens svaghet. |                                         |                                               |
| 2 | The Moonman                             | Moonman                                       |
| Bruce Waynes gamlevän Scott Rogers (som blev den förste astronauten att flyga på ett ensamt uppdrag till månen) återvänder med en hemlighet. |                                         |                                               |
| 3 | Trouble Identity                        | Catwoman                                      |
| Batgirl gör ett överraskande framträdande under prövningen av en ny maskin, som omvandlar skräp till fina tyger, för att ta den för sig själv. Eller gör hon? |                                         |                                               |
| 4 | A Sweet Joke On Gotham City             | Sweet Tooth                                   |
| Fyra av fem tandläkare skulle förkasta Sweet Tooths plan att fördärva barns hälsa genom att omvandla Gotham Citys vattenförsörjning till chokladsirap. |                                         |                                               |
| 5 | The Bermuda Rectangle                   | Professor Bubbles                             |
| En undervattensskurk med namnet professor Bubbles och hans medhjälpare, Flow, använder en tränad haj för att utföra hans väpnade plan. |                                         |                                               |
| 6 | Bite-Sized                              | Electro                                       |
| Electro spionerar på Batman och Robin, och avser att krympa dem för att hjälpa honom att stjäla regeringshemligheter. |                                         |                                               |
| 7 | Reading, Writing & Wronging             | Pingvinen                                     |
| Pingvinen öppnar en brottsskola, som unga skurkar avslutar med vanäran. |                                         |                                               |
| 8 | The Chameleon                           | Kameleonten                                   |
| En skepnadsbytande skurk med namnet Kameleonten (egentligen en robot som skapats av en ond professor, Dr Devious, som har vissa likheter med den avlidne skådespelaren Edward Everett Horton) planerar att stänga av Gotham Citys nya mån- och solfångare.                         |                                         |                                               |
| 9 | He Who Laughs Last                      | Jokern                                        |
| Jokern rymmer från fängelset och planerar sin hämnd på Batman genom att ge honom en serie ledtrådar som är kopplade till hans brott. |                                         |                                               |
| 10 | The Deep Freeze                         | Mr Freeze                                     |
| Efter att ha sett en nyhetssändning där Gotham Citys polis meddelade om infångandet av Jokern, Gåtan och sex av de mest efterlysta brottslingarna planerar Mr Freeze och hans medhjälpare professor Frost att stjäla N-1000:n (en supersnabb ubåt) för att begå århundradets stöt. |                                         |                                               |
| 11 | Dead Ringers                            | Clayface                                      |
| Clayface tar formen som Batman och tvingar en reformerad brottsling som blivit cirkusakrobat att förklä sig som Robin för att kunna röva bort en arabisk oljeminister med namnet Basil Oram.                                                                                       |                                         |                                               |
| 12 | Curses! Oiled Again!                    | Clayface, Catwoman                            |
| Under en köldknäpp slår sig Catwoman och Clayface samman för att stjäla olja. Samtidigt försöker en nyhetsreporter med namnet Boyd Baxter visa upp Batman. |                                         |                                               |
| 13 | Birds Of A Feather Fool Around Together | Pingvinen, Jokern                             |
| För att vinna mot Jokern i brottslingarnas valförrättning uppfinner Pingvinen 'Crime Slime', som kan omvandla människor till skurkar. Det gör att han och Bat-Mite byter kroppar, och verkar påverka Batman och Robin också.                                                       |                                         |                                               |
| 14 | Have An Evil Day (del 1)                | Zarbor, Jokern, Pingvinen, Clayface, Catwoman |
| Zarbor, en brottsling från Bat-Mites hemdimension Ergo, kommer till jorden och värvar Batmans fiender för att uppehålla hjältarna medan han stjäl Amerikas kärnkraftverk. |                                         |                                               |
| 15 | Have An Evil Day (del 2)                | Zarbor, Jokern, Pingvinen, Clayface, Catwoman |
| Batman, Robin, skurkarna och Bat-Mite följer Zarbor tillbaka till Ergo, och hoppas på att omintetgöra hans planer, och tar tillbaka de stulna kärnkraftverken. |                                         |                                               |
| 16 | This Looks Like A Job For Bat-Mite!     | Zarbor                                        |
| Zarbor rymmer från Ergos fängelse och återvänder till jorden, med planer att bli dess härskare – med hjälp från den dynamiska duon. |                                         |                                               |

## Medverkande
- Adam West som Bruce Wayne/Batman
- Burt Ward som Dick Grayson/Robin
- Melendy Britt som Batgirl/Barbara Gordon, Catwoman/Selina Kyle
- Lou Scheimer som Bat-Mite, Batdatorn, Clayface/Basil Karlo (första framträdandet)
- Lennie Weinrib som kommissarie Gordon, Jokern, Pingvinen, Mr Freeze, Elektro, Kameleonten, Zarbor, Clayface (tredje framträdandet), Moonman/Scott Rogers, professor Bubbles
- Paul Lynde som Sweet Tooth

## Ej medverkande Batmanskurkar
Gåtan och Fågelskrämman dök inte upp i något avsnitt av serien eftersom Hanna-Barbera under den tiden ägde rättigheterna till att använda dessa figurer i serien Challenge of the Superfriends (Gåtan dyker dock upp i seriens intro i en rödfärgad dräkt, samt blir omnämnd av att ha blivit arresterad i början av avsnittet "Deep Freeze"). Detta är även anledningen till att Jokern inte kunde medverka i Challenge of the Superfriends, som ursprungligen var tänkt att vara en av medlemmarna i Legion of Doom.

### Fotnoter
1. ↑  ”The New Adventures of Batman” (på engelska). TV.com. http://www.tv.com/shows/the-new-adventures-of-batman/. Läst 19 december 2015.